# Acto de posesión
Acto de posesión es un drama erótico hispano – mexicano, dirigido por Javier Aguirre en escenarios de  Ávila, Castilla y León. 

## Sinopsis
Menos que mediocre folletín pseudoerótico, filmado con objeto de aprovechar la popularidad de la pareja formada por Amparo Muñoz y Patxi Andión.

## Reparto
- Amparo Muñoz como Berta
- Patxi Andión como Juan
- Isela Vega como Raquel
- Gloria Marín como Marta
- Pancho Córdova como Pedro
- Concha Platero como Amante de Juan
- Luis Ciges como Conocido de Berta
- Carmen Martínez Sierra como Farmacéutica
- María de la Riva
- Mari Carmen Alvarado como Conocida de Berta
- Fabián Conde como Modisto
- Fernando Chinarro como Ginecólogo
- Antonio Ramis
- Betiana Blum como Aurora
- Luis Brandoni como Enrique
- Cecilia Dopazo como Tina
- Víctor Laplace como Tulio
- José Sacristán como Adolfo
- Rosa Valenty